# ارواد
ارواد (به عربی: أرواد) یک منطقهٔ مسکونی در سوریه است که در شهرستان طرطوس واقع شده‌است.

## خصوصیات
ارواد ۰٫۲ کیلومترمربع مساحت و ۴٬۴۰۳ نفر جمعیت دارد.